# Anne Hathaway (igralka)
Anne Jacqueline Hathaway, ameriška filmska, gledališka in televizijska igralka, * 12. november 1982, Brooklyn, New York, ZDA.
Po mnogih vlogah v gledališču je zaigrala v televizijski seriji Get Real. Odigrala je vlogo Mie Thermopolis v filmu Princeskin dnevnik (2001). Po treh letih je ta lik ponovno upodobila v filmu Princeskin dnevnik 2: Kraljevska zaroka (2004), vmes pa je igrala v mnogih družinskih filmih, na primer v filmu Uročena Ella (2004), kjer je imela glavno vlogo.
Anne Hathaway je zaigrala dramatični vlogi v filmih Havoc in Gora Brokeback (oba iz leta 2005). Igrala je tudi v filmu Hudičevka v Pradi (2006) in se pojavila v filmu Ljubljena Jane (2007) kot Jane Austen. Leta 2008 je odigrala najbolje kritično sprejeto vlogo v svoji karieri, vlogo v filmu Rachel se poroči, za katero je prejela nominacijo za oskarja za najboljšo igralko. Leta 2010 je zaigrala v dobro prodajanih filmih Valentinovo in Alica v čudežni deželi Tima Burtona.
Revija People jo je imenovala za eno izmed zvezd preboja po njihovem izboru leta 2001 in jo leta 2006 uvrstila na njihov seznam »petdesetih najlepših ljudi«.

## Zgodnje življenje in začetki kariere
Anne Jacqueline Hathaway se je rodila v Brooklynu, New York, Združene države Amerike, kot hči Geralda Hathawaya, odvetnika in Kathleen Ann »Kate« (roj. McCauley), igralke, ki jo je navdušila nad igralskim poslom, da je odšla po njenih stopinjah. Ko je bila stara šest let se je njena družina preselila v Millburn, New Jersey. Ima starejšega brata Michaela in mlajšega brata Thomasa. Ima nekaj irskih, francoskih, nativo-ameriških in nemških korenin.
Vzgojena je bila v duhu katoliške vere, ki ji je privzgojila »zares močne vrednote« in v otroštvu si je želela postati nuna. Pri petnajstih si je premislila, saj je takrat njen starejši brat, Michael, družini razkril, da je homoseksualec. Menila je, da zaradi bratove spolne usmerjenosti ne more biti več del te vere. Leta 2009 je povedala, da ni katoličanka, saj še ni »našla prave vere« zase, kasneje pa je povedala, da so njena verska prepričanja »še v izdelavi.«
Kot otrok je bila predčasno sprejeta na šolo Wyoming Elementary School v Millburnu, kjer je začela hoditi v prvi razred, ko bi morala biti še vedno v vrtcu. Diplomirala je na šoli Millburn High School, kjer je tudi začela s svojo igralsko kariero, saj so jo vključili v veliko šolskih iger; bila je zelo uspešna in za upodobitev Winifred v Once Upon a Mattress dobi nominacijo za nagrado Rising Star Award v kategoriji za »najboljši nastop srednješolske igralke«. V tem času je igrala tudi v igrah, kot so Jane Eyre in Gigi v gledališču Paper Mill Playhouse (ta je postavljen v New Jerseyju blizu njene šole). Nekaj semesterov je preživela na Kolidžu Vassar (Vassar College) v Poughkeepsieju, New York, kjer je študirala angleški jezik, preden se je premestila v Newyorško univerzo Gallatin School of Individualized Study, vendar še danes vedno ponavlja, da je bil vpis na kolidž ena izmed njenih najboljših odločitev in da je uživala med ostalimi ljudmi, ki so poskušali »odrasti«. Bila je članica kluba Barrow Group Theater Company's acting program in s tem postala edina najstnica, ki so jo sprejeli vanj. Kot najstnica je bila Anne Hathaway predana igralskemu programu Barrow Group Theater Company.
S sopranom je Anne Hathaway med letoma 1998 in 1999 nastopala v zboru All-Eastern U.S. High School Honors Chorus v Carnegie Hallu ter v gledaliških igrah, ki jih je prirejalo gledališče Seton Hall Prep v West Orangeu, New Jersey. Tri dneve po nastopu z zborom v Carnegie Hallu je pri šestnajstih letih dobila prvo televizijsko vlogo in sicer vlogo Megan Green v Foxovi televizijski seriji Get Real. Za to serijo je posnela 13 epizod.
Anne Hathaway je trenirana igralka in pravi, da raje nastopa v gledališču, kot pa s filmskimi vlogami. Njen stil igranja primerjajo z igralkami, kot sta Judy Garland in Audrey Hepburn. Ona sama je Judy Garland navedla za svojo najljubšo igralko in Meryl Streep kot svoj idol.

## Kariera

### 2001–2004: Kariera se začne
Imela je vlogo Jean Sabine v filmu The Other Side of Heaven ob igralcu Christopherju Gorhamu. Pred tem je odšla na avdicijo za Mio Thermopolis v filmu Princeskin dnevnik, ki ga je režiral Garry Marshall. Na avdicijo je odšla med postankom med letom na Novo Zelandijo in vlogo dobila po eni avdiciji, tako da je igrala poleg Julie Andrews. Garry Marshall je kasneje povedal, da ji je vlogo dodelil zato, ker se mu je zdela prava zanjo: med avdicijo je namreč padla s stola, njega pa je ta nerodnost zelo spominjalo na lik, Mio Thermopolis. (Kakorkoli že, med pogovorom z Steveom Carellom leta 2008 je Anne Hathaway zanikala, da je med to avdicijo padla s stola, kljub temu pa je odkrito priznavala, da je »štor«.) Film Princeskin dnevnik je izšel pred filmom The Other Side of Heaven, pa tudi danes je Anne Hathaway veliko bolj prepoznavna pod vlogo Mie Thermopolis, kot pa po liku iz drugega filma. Po svetu je film Princeskin dnevnik prejel velik komercialni uspeh in kmalu po izidu so začeli načrtovati nadaljevanje. Veliko filmskih kritikov je njen nastop pohvalilo; nek kritik z BBC-ja je, na primer, napisal: »Anne Hathaway žari v glavni vlogi in ustvarja enkratno kemijo.« Film The Other Side of Heaven je prejel večinoma negativne ocene s strani filmskih kritikov, vendar ga je javnost prejela pozitivno, vsaj glede na to, da je imel versko temo.
V februarju 2002 je poleg Briana Stokes Mitchella v produkciji firme City Center Encores! zaigrala v koncertu Carnival! kot Lilli. Istega leta je posnela glasovno različico knjig v seriji Princeskin dnevnik in posnela glasovno različico prvih treh knjig. Glas je posodila tudi liku Haru v angleški različici Hiroyuki Moritovega filma The Cat Returns.
V naslednjih treh letih nadaljuje z igranjem v različnih družinskih filmih in tako v očeh javnosti postane vzornica mnogih otrok. V letu 2002 igra v filmu z naslovom Nicholas Nickleby ob Charlieju Hunnamu in Jamieju Bellu, kjer je večinoma prejela pozitivne ocene. Revija Northwest Herald je film označila za »neverjetno smešen film«, revija Deseret News pa je napisala, da je igralska zasedba filma »vredna oskarja«. Film je kljub kritičnemu uspehu od prodaje vstopnic zaslužil manj kot 4 milijone $.
Njena naslednja vloga je bila vloga Elle iz Frella (glavni lik) v filmu Uročena Ella iz leta 2004, napisanem po istoimenskem romanu, ki pa je prejel ravnodušne ocene. V njem je Anne Hathaway zapela dve pesmi in tri soundtracke, vključno z duetom z Jessejem McCartneyjem.
Leta 2004 je Anne Hathaway poleg Gerarda Butlerja dobila vlogo v filmu Fantom iz opere, vendar jo je zavrnila, saj se je želela osredotočiti na snemanje drugega dela filma Princeskin dnevnik (2001), Princeskin dnevnik 2: kraljevska zaroka. Disney s produkcijo tega filma začne zgodaj leta 2004, film sam pa izide avgusta tistega leta. Film je prejel v glavnem negativne ocene s strani filmskih kritikov, vendar je kljub temu zaslužil 95,1 milijonov $, za samo snemanje filma pa so porabili 40 milijonov $.

### 2005–2007: Prehod
Po filmu Princeskin dnevnik 2: kraljevska zaroka, se Anne Hathaway pojavi v več filmskih dramah. Izrazila se je, da »vsakdo, ki je vzor otrokom, potrebuje premor«, čeprav se ji je zdelo »prisrčno, da otroci rastejo z njo«. V letu 2005 je glas posodila Rdeči kapici v filmu Kdo je podtaknil Rdeči kapici?, ki je prejel v glavnem pozitivne ocene, v istem letu pa je igrala tudi v filmu Havoc, ki je govoril o pokvarjenem članu družbe. Anne Hathaway se je v filmu slekla in posnela tudi nekaj spolnih scen. Kljub temu, da je bil film precej drugačen od njenih prejšnjih del je Anne Hathaway zanikala, da je vlogo sprejela zato, da bi se javnosti prikazala kot bolj odrasla igralka, povedala pa je tudi, da so gole scene v določenih filmih del tega, kar je izbrala za svoj poklic; zaradi tega prepričanja, se ji ne zdi moralno sporno pojavljati gol v določenih filmih. Film v ZDA sploh ni izšel (je pa v drugih državah) in sicer zaradi šibkega kritičnega sprejema.
Po filmu Havoc se je ob igralcih Heathu Ledgerju in Jakeu Gyllenhaalu pojavila v drami Gora Brokeback. Gora Boreback je bil eden izmed redkih uspešnih filmov, ki opisujejo homoseksualno razmerje v šestdesetih letih prejšnjega razmerja, film sam pa je prejel mnogo nominacij za oskarja. Anne Hathaway je pozneje povedala, da ji je snemanje filma pomenilo več, kot nagrade, ki jih je film dobil in da si je kot igralka želela pripovedovati predvsem zgodbe, kot je bila zgodba v filmu Gora Brokeback.
Njen naslednji film je bila komedija v letu 2006, Hudičevka v Pradi, kjer je igrala asistentko vplivne urednice neke modne revije, ki jo je upodobila Meryl Streep. Kasneje je Streepovo opisala kot naravnost »preprosto božansko«. Anne Hathaway je povedala tudi, da je snemanje tega filma zelo dvignilo njen odnos do mode, vendar da ni spremenilo njenega osebnega stila, kljub temu, da je že prej trdila, da je to »enostavno nekaj, česar ne dojamem«. V intervjuju z revijo Us Weekly je povedala, da sta se ona in sodelavka, igralka Emily Blunt hujšanja lotili na popolnoma napačen način. Dejala je: »Vse sem praktično tlačila sadje, zelenjavo in ribe [za hujšanje]. Tega ne bi nikomur priporočila. Emily Blunt in jaz sva se lahko samo tolažili in jokali, ker sva bili tako lačni.«
Leta 2007 je dobila vlogo v filmu Napumpana, vendar jo je zavrnila in kasneje jo je nadomestila Katherine Heigl. Režiser in scenarist Judd Apatow filma Napumpana je za izdajo revije The New York Times Magazine v maju 2007 povedal, da je Anne Hathaway zavrnila vlogo v filmu »ker nam ni želela pustiti uporabiti resničnega posnetka ženske med rojevanjem za ustvarjanje iluzije tega, kako njen lik rojeva.« Anne Hathaway je v intervjuju z revijo Marie Claire v avgustu 2008 povedala, da ni »verjela, da je bilo to potrebno za zgodbo.«
Njen naslednji pomembnejši film je prišel leta 2007 in sicer v drami Ljubljena Jane, kjer je upodobila angleško pisateljico Jane Austen. Tim Burton jo je povabil k igranju v filmu Sweeney Todd: Hudičev brivec, kjer naj bi zaigrala lik Johanne Barker, vendar je kasneje vlogo dobila Jayne Wisener, saj naj bi se Burton odločil, da bo vlogo raje dodelil mlajši in manj znani igralki.

### 2008–danes: Trenutni in prihajajoči projekti
V januarju 2008 se je Anne Hathaway pridružila lepotnim velikanom Lancôme, kot obraz njihove dišave Magnifique. V oktobru istega leta je gostila oddajo Saturday Night Live. Njen prvi film tistega leta je bil film z naslovom Ujemite Smarta, moderna verzija televizijske serije Mela Brooksa, Get Smart iz šestdesetih. Poleg nje so igrali igralci, kot so Steve Carell, Dwayne Johnson in Alan Arkin. Film je bil zelo uspešen pri zaslužku, pa tudi filmski kritiki so mu dodelili večinoma pozitivne ocene, zaradi česar so veliko govorili o nadaljevanju. Pojavila se je v cameo pojavu filma Get Smart's Bruce and Lloyd: Out of Control. V oktobru sta izšla dva filma, v katerih je imela pomembnejše vloge: Rachel se poroči z Debro Winger in Passengers z Patrickom Wilsonom. Premiera filma Rachel se poroči je potekala v Benetkah in Hathawayjeva (ki je v njem igrala Kym) je s strani kritikov dobila kar nekaj precej vzpodbudnih pohval. Nominirana je bila za nagradi Academy Award in zlati globus. Anne Hathaway je povedala, da se je njen lik iz filma še bolj povezal z njo, saj je film temeljil na dejanskih razmerjih in zaradi močnih čustev, ki so bila prisotna v filmu.
V letu 2009 se je poleg Kate Hudson pojavila v komediji Vojna nevest, ki je izšla 9. januarja tistega leta. Anne Hathaway je film opisala kot »ostudno komercialen – tako veličasten.« Skupaj s soigralko sta se v februarju/marcu tistega leta pojavili na naslovnici revije Modern Bride, medtem pa je Anne Hathaway v mnogih intervjujih poudarjala, da sama ni »takšen tip dekleta, da bi kar naprej sanjala o poroki«. V letu 2010 je v kar nekaj posodila glas raznim likom v televizijskih serijah, kot sta Family Guy in Simpsonovi (zanjo je prejela tudi nagrado Emmy v kategoriji za »izstopajoči glasovni nastop«), igrala pa je tudi Violo na festivalu New York Shakespeare Festival poleti 2009 poleg igralcev, kot so Audra McDonald kot Olivia, Raul Esparza kot vojvoda Orsino in Julie White kot Maria.
V letu 2010 so izšli naslednji filmski projekti Anne Hathaway: Tima Burtona, Alica v čudežni deželi, filmska upodobitev knjig Alica v čudežni deželi in Through the Looking-Glass poleg Helene Bonham Carter in Johnnyja Deppa, v romantični komediji The Fiancé, filmski upodobitvi romana Julie Buxbaum, The Opposite of Love, film Garryja Marshalla, Valentinovo, upodobitvi biografije Geralda Clarkea, Get Happy: The Life of Judy Garland, v kateri je zaigrala glavno vlogo. 8. decembra 2009 so sporočili, da bo Anne Hathaway zaigrala vlogo Felicie Hardy v filmu Sama Raimija, Spider-Man 4. Felicia Hardy se v filmu ne bo spremenila v črno mačko, kot v stripih; namesto tega bo Raimijeva Felicia Hardy postala nov lik s supermočmi, imenovan Vulturess. 5. januarja 2010 je bilo sporočeno, da bodo ponovno napisali scenarij za film Spider-Man 4 in da se Anne Hathaway v filmu ne bo pojavila, saj je »predraga.«

## Zasebno življenje
Anne Hathaway se ukvarja z mnogimi dobrodelnimi deli, vključena pa je tudi v organizacije The Creative Coalition, The Step Up Women's Network, St. Jude Children's Research Hospital, The Human Rights Campaign in The Lollipop Theatre Network, organizacije, preko katerih filmske zvezde pomagajo bolnim otrokom. V letu 2008 ji je revija Elle podelila naslov »ženske v Hollywoodu« ter se ji zahvalila za delo preko organizacij The Step Up Women's Network in The Human Rights Campaign.
Anne Hathaway je v zgodnjem delu leta 2007 odkrito spregovorila o depresiji, s katero se je spopadala v najstniških letih. Povedala je, da jo je v glavnem prebrodila brez raznih zdravil in podobnega.
V letu 2008 je v Late Show with David Letterman povedala, da je (spet) opustila kajenje. Igralka je s to razvado začela med snemanjem filma Rachel se poroči, kjer je pokadila »veliko« cigaret, nato »za nekaj časa odnehala« in spet začela v stresnem poletju, ko je končala razmerje z Raffaellom Follierijem. Odločila se je, da bo s tem prenehala in da bo postala vegetarijanka.
V novembru 2008 je povedala, da hodi z igralcem Adamom Shulmanom.
V zvezi z osebnim življenjem in veliko medijsko pozornostjo je Anne Hathaway citirala Oscarja Wildea: »Manj, ko govoriš o tegobah življenja, bolje.«

### Razmerje z Raffaellom Follierijem
V letu 2004 je Anne Hathaway začela z razmerjem z italijanskim posredovalcem nepremičnin Raffaellom Follierijem. Med razmerjem je Anne Hathaway prevzela del poslov dobrodelne organizacije Follieri Foundation, kjer služi kot finančni donator in član upravnega odbora fundacije direktorjev vse do leta 2007. Veliko ljudi je menilo, da bi razmerje s človekom, ki je bil v preteklosti že večkrat tako ali drugače v prekršku, lahko negativno vplivalo na njeno kariero. Dobrodelna organizacija, ki so jo ustanovili leta 2003 v Manhattanu se osredotoča na zagotavljanje cepljenja otrok iz narodov iz tretjega sveta, dobrodelno podjetje pa je junija 2008 začela opazovati organizacija IRS, saj ni predložila davčnih dokumentov, s čimer je postala neprofitna organizacija. Zaradi strahu, da bi to in druge pravne zadeve, ki se tičejo Follierija, oškodovale njeno igralsko kariero, je Anne Hathaway razmerje končala sredi junija leta 2008.
Folleri je bil junija tistega leta aretiran zaradi goljufije, s katero bi zaslužil nekaj milijonov dolarjev. Poročali so, da je FBIodvzel zasebne revije Anne Hathaway iz Follierijevega stanovanja v New York Cityju, kar je bil del njihove preiskave. Sodišče je pozneje navedlo, da je bila Anne Hathaway nevedoč prejemnik ukradenega denarja, ki je v veliki meri bogat življenjski stil njenega bivšega, redno nakupovanje in fine večerje v dobrih restavracijah. 23. oktobra 2008 je bil Raffaello Follieri spoznan za krivega obtožb in obsojen na štiri leta in pol zapora.
V oktobru 2008 Anne Hathaway prvič odkrito spregovori o njenem razmerju in razhodu z Raffaellom Follierijem in o njegovi aretaciji za revijo W. Povedala je, da je bila po aretaciji njenega bivšega »še ves teden šokirana« in da ji brez dobrih prijateljev teh težkih časov ne bi uspelo prebiti. Med njenim gostenjem oddaje Saturday Night Live se je Anne Hathaway šalila glede izkušnje v odprtem monologu.

## Filmografija
| Leto | Naslov                                  | Vloga                | Opombe |
| ---- | --------------------------------------- | -------------------- | --- |
| 1999 | Get Real                                | Meghan Green         | 1999–2000 (13 epizod) Nominirana — Teen Choice Award za TV – Izbira igralke Nominirana — Young Artist Award za najboljši nastop v televizijski seriji – Mlajša igralska zasedba |
| 2001 | Princeskin dnevnik                      | Mia Thermopolis      | Nominirana — MTV Movie Award za najboljši prebojni nastop Nominirana — Teen Choice Award za Film – Izbira igralke, komedija |
| 2001 | The Other Side of Heaven                | Jean Sabin           | |
| 2002 | The Cat Returns                         | Haru                 | Glas (samo angleška verzija) |
| 2002 | Nicholas Nickleby                       | Madeline Bray        | National Board of Review Award za najboljšo igralsko zasedbo |
| 2004 | Uročena Ella                            | Ella iz Frella       | |
| 2004 | Princeskin dnevnik 2: kraljevska zaroka | Mia Thermopolis      | |
| 2005 | Kdo je podtaknil Rdeči kapici?          | Rdeča kapica         | Glas |
| 2005 | Havoc                                   | Allison Lang         | Televizijski film (v ZDA)DVDX Award za najboljšo igralko v DVD premieri filma |
| 2005 | Gora Brokeback                          | Lureen Newsome Twist | Nominirana — Gotham Award za najboljšo igralsko zasedbo Nominirana — Screen Actors Guild Award for za najboljši nastop igralske zasedbe v filmu |
| 2006 | Hudičevka v Pradi                       | Andy Sachs           | Nominirana — Teen Choice Award za film – Izbira kemije (skupaj z Meryl Streep) |
| 2007 | Ljubljena Jane                          | Jane Austen          | Nominirana — British Independent Film Award za najboljšo igralko |
| 2008 | Ujemite Smart                           | Agent 99             | Blimp Award za najljubšo filmsko igralko |
| 2008 | Passengers                              | Claire Summers       | |
| 2008 | Rachel se poroči                        | Kym                  | Austin Film Critics Association Award za najboljšo igralko Broadcast Film Critics Association Award za najboljšo igralko (skupaj z Meryl Streep za Dvom) Chicago Film Critics Association Award za najboljšo igralko Dallas-Fort Worth Film Critics Association Award za najboljšo igralko National Board of Review Award za najboljšo igralko Palm Springs International Film Festival za posladek palm - nagrada za posebne dosežke Prism Award za najboljši nastop v filmu Southeastern Film Critics Association Award za najboljšo igralko Nominirana — Academy Award za najboljšo igralko Nominirana — Zlati globus za najboljšo igralko - Filmska drama Nominirana — Gotham Award za najboljšo igralsko zasedbo Nominirana — Independent Spirit Award za najboljšo glavno žensko igralko Nominirana — London Film Critics Circle Award za najboljšo igralko Nominirana — Online Film Critics Society Award za najboljšo igralko Nominirana — Satellite Award za najboljšo igralko - Filmska drama Nominirana — Screen Actors Guild Award za izstopajoči nastop ženske igralke v glavni vlogi - Film |
| 2009 | Vojna nevest                            | Emma Allen           | Teen Choice Award za izbiro filmske igralke: Komedija Nominirana — MTV Movie Award za najboljši nastop Nominirana — MTV Movie Award za najboljši pretep Nominirana — Teen Choice Award za izbiro filmskega rock zvezdniškega trenutka Nominirana — Teen Choice Award za izbiro filmskega ravsa |
| 2009 | PoliWood                                | Ona                  | Dokumentarni film |
| 2009 | Simpsonovi                              | Princesa Penelope    | 21. sezona, 10. epizoda: »Once Upon a Time in Springfield« Emmy za izstopajoči glasovni nastop |
| 2010 | Valentinovo                             | Liz                  | Nominirana — Teen Choice Award za tatu scene – Ženska |
| 2010 | Alica v čudežni deželi                  | Bela kraljica        | Nominirana — Teen Choice Award za tatu scene – Ženska |
| 2010 | Love and Other Drugs                    | Maggie Murdock       | Post-produkcija |
| 2010 | The Fiancé                              | Lindsay Malone       | |
| 2010 | Family Guy                              | Mother Maggie/Ona    | 8. sezona, 13. epizoda: »Go Stewie Go«/8. sezona, 16. epizoda: »April in Quahog« |
| 2011 | Get Happy: The Life of Judy Garland     | Judy Garland         | |
| 2011 | One Day                                 | Emma                 | V snemanju |
| 2011 | Rio                                     | Jewel                | Glas; post-produkcija |